# Alexander König (Künstler)
Alexander König (* 1976 in Trier) ist ein deutscher Maler.

## Biografie
Von 1996 bis 2003 studierte König Kunst, Geschichte und Kunstgeschichte an der Universität Leipzig. 2008 nahm er am DAAD-Kunstaustauschprojekt „Hiwar Fanni“ verbunden mit einem Aufenthalt in Beirut teil. Es folgte ein Studium der Malerei an der Hochschule für Grafik und Buchkunst Leipzig von 2008 bis 2011.
2009 beteiligte er sich an der Gründung des Projektes „OneNightGallery“ mit Sven Bergelt und Georg Brückmann. 2011 erhielt er ein Diplom in der Klasse von Annette Schröter an der Hochschule für Grafik und Buchkunst Leipzig.
Es folgten Ausstellungen in Basel, Mechelen, Beirut, Berlin, Hamburg, Leipzig, Trier, Speyer, Offenbach, Ansbach, Mannheim und Zwickau. König lebt in Leipzig.
Werke von Alexander König sind u. a. in der Sammlung Silbersee, Sammlung Felix, Sammlung Hildebrand (G2 Kunsthalle), Sammlung Schubert, SØR Rusche Sammlung, Sammlung Holzmeier (Lorenz Holzmeier, Rosenheim) und in der Sammlung der Sparkasse Leipzig.

## Ausstellungen (Auswahl)
- 2008: Hiwar Fanni. UNICEF-Gebäude, Beirut, Libanon  (Gruppenausstellung)
- 2009: All my freinds are dead.  maerzgalerie, Leipzig (Gruppenausstellung)
- 2009: Elmsfeuer.  Filipp Rosbach Galerie, Leipzig
- 2009: Good Mornin´Leipzig, how are you?.  Gates of Eden / Merkel Collection, Mannheim (Gruppenausstellung)
- 2010: Billige Zirpen I.  Raum 4.4., HGB Leipzig (E mit Emeli Theander)
- 2010: Fermente. maerzgalerie, Berlin (E mit Bastian Muhr)
- 2010: Trabant #21.  Kunstverein Ausstellungsraum Klingenthal, Basel (CH)  (Gruppenausstellung)
- 2011: 18. Leipziger Jahresausstellung. Werkschauhalle, Baumwollspinnerei, Leipzig (Gruppenausstellung)
- 2011: After the Goldrush. Kunstverein Speyer (Gruppenausstellung)
- 2011: Contemporary Istanbul. Mit der Filipp Rosbach Galerie, Istanbul (Gruppenausstellung)
- 2011: Ektoplasma. Filipp Rosbach Galerie, Leipzig
- 2012: Cabin Fever. Monaco Beach Club Veranstaltungsraum für kulturelle Produktion, Leipzig
- 2012: Heuerliste. Josef Filipp Galerie, Leipzig
- 2012: Hundewache. Galerie Thomas Hühsam, Offenbach am Main
- 2012: In Bester Form. Kunsthalle der Sparkasse, Leipzig (Gruppenausstellung)
- 2013: Ergens tussen Markt en Maan. Korenmarkt 14, Mechelen, Belgien (Gruppenausstellung)
- 2013: Schwester September. Filipp Galerie, Leipzig
- 2013: Wurzeln weit mehr Aufmerksamkeit widmen. Kunstverein Familie Montez, Frankfurt am Main (Gruppenausstellung)
- 2014: Disegno.  Kaspar-Hauser-Festspiele, Kunsthaus Reitbahn, Ansbach (Gruppenausstellung)
- 2014: Mensch werde wesentlich – gemalt ist der Mensch mehr Mensch. Kunstverein Freunde aktueller Kunst, Zwickau (Gruppenausstellung)
- 2014: Ramboux-Preis Stadt Trier. Stadtmuseum Simeonstift, Trier (Gruppenausstellung)
- 2014: Sterne und Spiegel. LOFT. Raum für Kunst & Gegenwart, Ansbach
- 2015: Engel spielen – Arbeiten 2008–2015. Filipp Galerie, Leipzig
- 2015: In guter Nachbarschaft. Museum der bildenden Künste, Leipzig (Gruppenausstellung)
- 2015: Vorwort/Ritter, Tod und Teufel. (Präsentation der „Vorwort“-Serie), Filipp Galerie, Leipzig
- 2016: Mutterboden. Filipp Galerie, Leipzig
- 2016: Sie malen immer noch. Galerie Hausgeburt, Stuttgart (Gruppenausstellung)